# Oued Seguen
Oued Seguen è un comune dell'Algeria, situato nella provincia di Mila.